# Élections législatives canadiennes de 1858
Les élections législatives canadiennes de 1858 se tiennent du 28 novembre 1857 au 13 janvier 1858 dans la Province du Canada dans le but de former le 6e parlement.

## Description
Ces élections voient l'arrivée du Parti bleu au Bas-Canada.

## Résultats
Les libéraux réussissent à faire des gains au profit des conservateurs et des réformistes, sans réussir à former une majorité.
|  | Alignement    | Canada-Ouest | Canada-Est     | Total |
|  | ------------- | ------------ | -------------- | ----- |
|  | Libéraux      | 34           | 5, 10 (rouges) | 49    |
|  | Conservateurs | 24           | 15             | 39    |
|  | Réformistes   | 5            | 33 (bleus)     | 38    |
|  | Non alignés   | 1            | 0              | 1     |